# Рахматуллин, Асхат Уралович
Асхат Уралович Рахматуллин (род. 16 мая 1978, Уфа) — российский хоккеист, нападающий. Тренер. Мастер спорта России.

## Биография
Серебряный призер первенства России среди юниоров (1993, 1994).
Рахматуллина задрафтовали в НХЛ. В 1996 году был выбран «Хартфорд Уэйлерс» под 231 номером.
В составе уфимского клуба «Салават Юлаев» отыграл 5 сезонов, стал бронзовым призёром чемпионата России в 1996/97.
В СКА Асхат Рахматуллин провел 30 игр и набрал 14 очков (7+7).
В новосибирской «Сибири» провел 11 игр и набрал 2 очка (1+1).
В московских «Крыльях Советов» провел 19 игр и набрал 3 очка (2+1).
В сезоне 2003/04 Рахматуллин в высшей лиге за «Нефтяник» провел 58 игр и набрал 32 (13+19) очка.
Сезон провел в «Торосе», где сыграл в 61 игре и набрал 22 (4+18) очка.
В курганском «Зауралье» провел 240 игр и набрал 104 (37+67) очка.
В нижнетагильском «Спутнике» провел 36 игр и набрал 3 (1+2) очка.
С 2015 года тренер СДЮШОР «Салават Юлаев».